# Pierre Mollier
Pour les articles homonymes, voir Mollier.
Pierre Mollier le Cavailler, né à Lyon en 1961, est un historien français spécialisé en iconologie, héraldique et dans l'étude de la franc-maçonnerie.  Directeur de la bibliothèque du Grand Orient de France de 1995 à 2025 et conservateur du Musée de la franc-maçonnerie de 2013 à 2025.

## Biographie
Diplômé de l'Institut d'études politiques de Paris (promotion 1984) et titulaire d’un diplôme d'études approfondies en sciences religieuses (École pratique des hautes études, Ve section), Pierre Mollier est directeur de la bibliothèque et des Archives du Grand Orient de France de 1995 à 2025  et conservateur-adjoint de 1998 à 2013,  puis conservateur de 2013 à 2025 du Musée de la franc-maçonnerie. En 2016, il  est commissaire de la grande exposition « la franc-maçonnerie » à la Bibliothèque nationale de France.  Grand archiviste du Grand Collège des Rites écossais, il dirige à ce titre la bibliothèque André Doré spécialisée dans les Hauts grades maçonniques. En 2024, il est promu fellow de la Scottish Rite Research Society de Washington. 
Son domaine de recherche couvre l’histoire de la franc-maçonnerie tant dans son implication politique et sociale que dans sa dimension philosophique et spirituelle. Il a ainsi travaillé sur les liens entre franc-maçonnerie et pouvoir sous le Premier Empire et la Troisième République. Spécialiste de l’histoire des rites maçonniques, il s’est aussi intéressé aussi aux différents aspects de l’iconographie symbolique, marques de métier, héraldique,,, emblèmes et phaléristique. 
De 1992 à 2022, il est rédacteur en chef de la revue d’études maçonniques et symboliques Renaissance traditionnelle. Il participe aux Chroniques d’Histoire Maçonnique, a été éditeur en chef de la revue en ligne Ritual, Secrecy, and Civil Society et contribue à Franc-maçonnerie magazine. Par ailleurs, il est le biographe et l’expert du peintre français François-Jean Garneray (1755-1837), l’un des premiers élèves de Jacques-Louis David. En 2024, il a créé la collection Les symboles de notre histoire aux Éditions Dervy.
En 2018, il est nommé par le ministre de la Culture au sein du Haut Conseil des musées de France, pour un  mandat de quatre années. En 2022, son mandat est renouvelé jusqu'en 2026.
Sur un autre plan, il est depuis de nombreuses années un adepte du poétique et maintenant imaginaire royaume d'Araucanie et de Patagonie. En avril 2023, à la suite d'une crise interne, il est nommé régent pour une année. Son action s’est notamment concentrée sur la relance des « Études araucaniennes », par exemple, sur les relations entre « le Royaume » et les milieux littéraires, de Verlaine à André Breton. Il a aussi institutionnalisé un « hommage à Antoine II », franc-maçon, « roi et communard ! » (Antoine-Hippolyte Cros) à l’automne au cimetière Montparnasse. Il est secrétaire perpétuel de l'Académie des Hautes Études Araucaniennes.

## Publications
Pierre Mollier a publié une dizaine d'ouvrages autour de la franc-maçonnerie et une centaine d'articles dans des revues maçonniques (La Chaîne d'union, Humanisme…), d’histoire maçonnique (Les Chroniques d’histoire maçonnique, Renaissance traditionnelle…), culturelles (Historia, L’Histoire…) ou spécialisées (La Revue des musées de France-Revue du Louvre).

### Ouvrages
- Pierre Mollier, Le Régulateur du Maçon (1785 - « 1801 ») : La fixation des grades symboliques du Rite Français : histoire et documents, Paris, A l’Orient, 2004, 300 p. (ISBN 2-912591-24-4)
- Pierre Mollier, La chevalerie maçonnique : Franc-maçonnerie, imaginaire chevaleresque et légende templière au siècle des Lumières, Paris, Dervy, coll. « Renaissance Traditionnelle », 2005, 230 p. (ISBN 978-2-84454-398-1)
- Pierre Mollier, avec Pierre-François Pinaud et préface de Charles Napoléon, L’État-major maçonnique de Napoléon : Dictionnaire biographique des dirigeants du Grand Orient de France sous le Premier Empire, Orléans, A l’Orient, 2009, 312 p. (ISBN 978-2-912591-60-9)
- Pierre Mollier, avec Alain Bauer, Le Grand Orient de France, Paris, Presses universitaires de France, coll. « « Que-sais-Je ? » », 2008, 212 p. (ISBN 978-2-13-058866-5)
- Pierre Mollier, 18 Documents de l’Écossisme 1743-1844 : Dossier rassemblé, Paris, AMHG - Suprême Conseil Grand Collège du Rite écossais ancien accepté GODF, 2012
- Pierre Mollier, préface de Jean-Pierre Lassalle, Curiosités Maçonniques : Énigmes, intrigues et secrets dans les archives des Loges, Paris, Éditions Jean-Cyrille Godefroy, 2014, 192 p. (ISBN 978-28-655-3256-8)
- Pierre Mollier, préface de Philippe Guglielmi, Les hauts grades du Rite Français : Histoire et textes fondateurs, Le Régulateur des Chevaliers Maçons, Paris, Éditions Dervy, coll. « Renaissance Traditionnelle », 2017, 428 p. (ISBN 979-10-242-0223-5)
- Pierre Mollier, Le Régulateur du Maçon : Les grades symboliques du Rite Français, histoire et textes fondateurs, Paris, Éditions Dervy, coll. « Renaissance Traditionnelle », 2018, 250 p. (ISBN 979-10-242-0279-2)
- Pierre Mollier, Le Rite des Antients en France : L'ancienne maçonnerie d'York à Saint Domingue (1790-1803), une source oubliée du Rite Écossais Ancien et Accepté, histoire et textes fondateurs, Paris, Éditions Dervy, coll. « Renaissance Traditionnelle », 2019, 298 p. (ISBN 979-10-242-0547-2)
- (en) Pierre Mollier, Masonic Myths and Legends, Washington, Westphalia Press, 2022, 158 p. (ISBN 978-1637238288)
- Pierre Mollier, La Fleur de Lys, Paris, Éditions Dervy, coll. « Les symboles de notre histoire », 2025, 80 p. (ISBN 979-10-242-1799-4)

### Direction d’ouvrages collectifs
- Pierre Mollier, Protestantisme et Franc-maçonnerie : De la tolérance religieuse à la religion de la tolérance ?, Paris, Éditions maçonniques de France, 2000
- Pierre Mollier, Les plus belles pages de la Franc-maçonnerie française, Paris, Dervy, 2003
- Pierre Mollier, Lyon, carrefour européen de la Franc-maçonnerie, Lyon, Mémoire active, 2003
- Pierre Mollier, Images du patrimoine maçonnique, Paris, Éditions maçonniques de France, 2003
- Pierre Mollier, La Franc-maçonnerie sous l’Empire un âge d’or ?, Paris, Dervy, 2007
- Pierre Mollier, Un demi-siècle en l’honneur des Arts et Lettres, vol. La Phalère, Paris, Société d'histoire des ordres et décorations (SHOD) & comité d’histoire du ministère de la Culture, coll. « Actes du colloque pour le cinquantenaire de l'Ordre des Arts et Lettres », 2009, 112 p. (ISBN 978-2-9515518-5-5)
- Pierre Mollier, Corto Maltese et les secrets de l’initiation : Imaginaire et franc-maçonnerie à Venise autour d’Hugo Pratt, Paris, Musée de la franc-maçonnerie, 2012, 52 p. (ISBN 978-2-9541099-0-9)
- Pierre Mollier, Templiers et francs-maçons : De la légende à l'histoire, Paris, Musée de la franc-maçonnerie, 2016, 52 p. (ISBN 978-2-9541099-6-1)
- Pierre Mollier, La franc-maçonnerie : Catalogue de l'exposition, Paris, BnF Editions, 2016, 344 p. (ISBN 978-2-7177-2699-2)

## Distinction
- Commandeur de l'ordre des Arts et des Lettres (2024)[19]
- Chevalier de l'ordre du Mérite agricole (2015)